# Hōgen monogatari

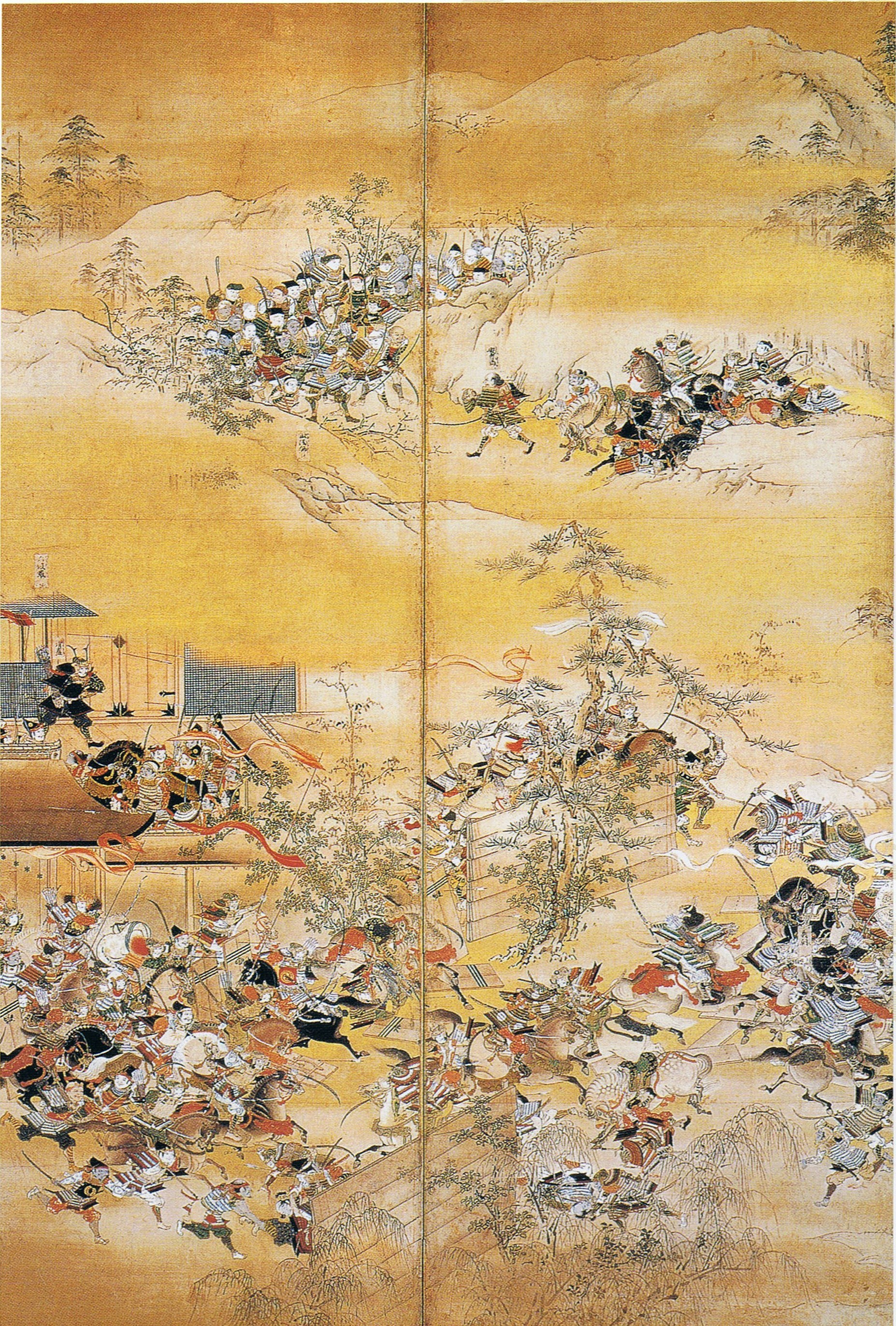
In questa immagine della ribellione di Hōgen, il soldato con l'armatura nera al centro è Taira Kiyomori

Hōgen Monogatari (保元物語? lett. "Storia dell'era Hōgen") è un gunki monogatari (racconto di guerra) che narra gli eventi relativi alla ribellione di Hōgen. L'opera è stata probabilmente completata durante il periodo Kamakura (1320 ca.) da autori sconosciuti. Gli eventi narrati nell'Hōgen monogatari continuano nell'Heiji monogatari.

## Descrizione dell'opera
La struttura narrativa può essere suddivisa in tre parti: la prima introduce i personaggi e le loro rivalità, la seconda narra i conflitti e l'ultima spiega le tragiche conseguenze finali. Come avviene anche nell'Heiji monogatari, i personaggi principali sono presentati secondo la gerarchia tradizionale: per primi l'imperatore e gli ex-imperatori, poi i ministri Fujiwara e infine i soldati del clan Minamoto.
Le fazioni in lotta si scontrano a diversi livelli che rispecchiano questa gerarchia: al primo livello troviamo il conflitto fra gli imperatori in ritiro Toba e Sutoku e l'imperatore regnante Go-Shirakawa; al secondo livello vi è il conflitto tra le famiglie aristocratiche kuge, in particolare fra Fujiwara no Tadamichi e Fujiwara no Yorinaga, entrambi figli di Fujiwara no Tadazane; al terzo livello vi è infine lo scontro tra clan samuraici, in particolare fra due figli di Minamoto no Tameyoshi che supportavano rispettivamente Go-Shirakawa e Sutoku.